# Luciano Chailly
Luciano Chailly (Ferrara, 19 de enero de 1920 - Milán, 24 de diciembre de 2002), fue un compositor italiano.
Cursó estudios musicales en su ciudad natal, titulándose en violín con A. Buscoli. posteriormente estudió composición en Milán bajo la guía del maestro Bossi y se tituló en esta asignatura. Doctor en letras por la Universidad de Bolonia, con una tesis sobre los Trovadores, siguió un curso de perfeccionamiento con Hindemith en Salzburgo. También estudió dirección de orquesta con Vottem. Fue crítico musical de L'Umanitá. Nombrado responsable del Servicio de Música en la Dirección de los Programas Musicales televisivos de la RAI, pasó a La Scala como director artístico, cargo en el que permaneció hasta 1971. Fue ayudante artístico del superintendente del Teatro Regio de Turín en 1972/73. Por los años 1980 era profesor de composición en el Conservatorio de Milán.
Conocido como uno de los compositores italianos más fecundos y afortunados del siglo XX, escribió óperas, música orquestal, de cámara y religiosa y, además, música para las películas Una domanda di matrimonio (1957), Il canto del cigno (del mismo año) y Vasilev (1967) se basan en argumentos de Chéjov y muestran la predilección del compositor por la literatura rusa, ampliamente demostrada en una importante ópera en tres actos, El idiota basada en una novela de Dostoievski. Estrenada en Roma el 18 de febrero de 1970, que fue interpretada por toda Europa y en muchos organismos de TV en todo el mundo. Chilly se inspiraba asimismo en otros autores, como Pirandello (Sogno, ma forse no) y Buzzati (Ferrovia sopraelevata, 1955, y procedures pénale, 1959) y compuso dos óperas más, trabajos en los que consiguió grandes éxitos.
Entre sus composiciones hay que señalar un Kinder-Réquiem, estrenado por la RAI. Entre otros trabajos de Chailly, cabe citar Toccata (1948), Sequenze dell'Artide (1961), Fantasía (1968) y, en el mismo año Piccole serenate. además, Piccola misa, para voces blancas y órgano (1960), Missae Papae Pauli, para coro y orquesta (1967), y Ode a Ferrara, para recitador, coro y orquesta (1969).
En 1987 fue elegido presidente de Feniarco y también trabajó como crítico de música y compositor en varios conservadores italianos (Milán, Perugia, Cremona, etc.).
Es el padre del famoso director de orquesta Riccardo Chailly (1953), la compositora y escritora Cecilia Chailly y la periodista y directora Floriana Chailly. Es tío del pianista, compositor, director de orquesta y maestro Michele Fedrigotti, hijo de su hermana Silvana Chailly.